# LG Optimus Black
LG Optimus Black je smartphone od korejské firmy LG.

## Úvod
Tento model se řadí díky své dobré hardwarové výbavě, slušné optimalizaci a kvalitnímu dílenskému zpracování mezi jedny z nejpovedenějších telefonů tohoto korejského výrobce. Sice nedisponuje dvoujádrovým procesorem jako podobný typ smartphone LG Optimus 2X, ale i tak má dobře odladěný systém, rychlé reakce, nízkou hmotnost a kvalitní displej s úhlopříčkou čtyři palce.

## Historie a dostupnost v Česku
LG Optimus Black byl oficiálně představen v České republice 19. května 2011 a samotné uvedení na trh bylo naplánováno na začátek června za doporučenou cenu 9 999 Kč. Dostupný ve dvou barvách: černá a bílá.

## Výbava telefonu
Smartphone LG Optimus Black je vybaven operačním systémem Android 2.2.2 (možnost aktualizace na Android 2.2.3), 1 GHz procesor TI OMAP 3630. Rozměry telefonu: 122 x 64 x 9,2 mm a hmotnost 109 gramů včetně baterie. Na přední straně telefonu je multi-touch dotykový displej s rozlišením WVGA (480 × 800 px), 16 miliónů barev, 4 palce úhlopříčka.
Dále v telefonu nalezneme hudební a video přehrávač, bluetooth, GPS s pravidelně aktualizovanými mapami Google, Wi-Fi připojení k internetu, 5 MPx fotoaparát, záznam videa v HD rozlišení, přední 2MPx fotoaparát pro videohovory.